# WASP-6
WASP-6 eller Márohu, är en ensam stjärna belägen i den södra delen av stjärnbilden Vattumannen. Den har en skenbar magnitud av ca 11,9 och kräver ett teleskop för att kunna observeras. Baserat på parallax enligt Gaia Data Release 3 på ca 5,01 mas beräknas den befinna sig på ett avstånd av ca 651 ljusår (ca 200 parsec) från solen. Den rör sig bort från solen med en heliocentrisk radialhastighet av ca 12 km/s.

## Nomenklatur
WASP-6, och dess planet WASP-6 b, valdes ut som en del av 2019 års NameExoWorlds-kampanj som organiserades av International Astronomical Union, som tilldelade varje land en stjärna och planet som skulle namnges. WASP-6 tilldelades på förslag av Dominikanska republiken namnet Márohu, som är namnet på torkans Zemi, solens beskyddare, och planeten gavs Boinayel.

## Egenskaper
WASP-6 är en gul till vit stjärna i huvudserien av  spektralklass G8 V Den har en massa av ca 0,88 solmassa, en radie av ca 0,87 solradie och utsänder energi från dess fotosfär motsvarande ca 0,49 gånger solen vid en effektiv temperatur av ca 5 500 K. Stjärnfläckar i WASP-6-systemet underlättade att precisera måtten på massan och radien för planeten WASP-6b.

## Planetsystem
SuperWASP-projektet meddelade 2008 att stjärnan har en exoplanet, WASP-6 b. Detta objekt upptäcktes med den astronomiska transitmetoden.
| Planet       | Massa                 | Halv storaxel (AE)     | Siderisk omloppstid (d)     | Excentricitet | Inklination       | Radie                 |
| ------------ | --------------------- | ---------------------- | --------------------------- | ------------- | ----------------- | --------------------- |
| b / Boinayel | 0,483 +0,026−0,030 MJ | 0,04217+0,00079−0,0012 | 3,36100239 +0,00022−0,00029 | <0,070        | 88,47 +0,65−0,47° | 1,224 +0,051−0,052 RJ |